# Ampiezza
L'ampiezza, in fisica, è la massima variazione di una grandezza in un'oscillazione periodica.
Nell'equazione semplice dell'onda
{\displaystyle f(t)=f_{max}\sin(\omega t+\phi )+b}
dove {\displaystyle f_{max}} rappresenta l'ampiezza dell'onda.
In teoria dei segnali è nota anche con la definizione di ampiezza di picco (o tensione di picco, indicata con {\displaystyle V_{p}}), ed è possibile definire l'ampiezza picco-picco come l'escursione massima del segnale:
{\displaystyle V_{pp}=V_{max}-V_{min}}